# Коста-риканско-мексиканские отношения
Коста-риканско-мексиканские отношения — двусторонние дипломатические отношения между Коста-Рикой и Мексикой.

## История
Коста-Рика и Мексика — государства Латинской Америки, которые несколько столетий назад были колонизированы Испанской империей. Во время испанского владычества Коста-Рика входила в состав Вице-королевства Новая Испания со столицей в Мехико. В 1821 году Мексика обрела независимость от Испании и Коста-Рика стала частью Первой Мексиканской империи. В 1823 году Первая Мексиканская империя распалась, а Коста-Рика вместе с Сальвадором, Гватемалой, Гондурасом и Никарагуа присоединилась к Соединённым провинциям Центральной Америки В 1838 году государство прекратило своё существование, а Коста-Рика стала независимой страной, в этом же году были установлены официальные дипломатические отношения с Мексикой.
В марте 1948 года в Коста-Рике началась гражданская война. Во время гражданской войны послы Чили, Мексики, Панамы и Соединённых Штатов Америки встретились в мексиканском посольстве в Сан-Хосе и договорились выступить в качестве посредника между правительством Коста-Рики и Партией национального освобождения для заключения мирного соглашения. Эта встреча вошла в историю под названием Пакт посольства Мексики. В апреле 1948 года война закончилась и власти Коста-Рики провозгласили создание Второй республики.
Во время вооружённых конфликтов, происходящих в соседних Сальвадоре, Гватемале и Никарагуа, Коста-Рика и Мексика оказывали посреднические услуги при проведении переговоров между воюющими группировками в этих странах, чтобы обеспечить мир и стабильность в регионе. Мексика (наряду с Колумбией, Панамой и Венесуэлой) создала Контадорскую группу, которая принимала участие в разработке регионального мирного плана «Эскипулас» под руководством президента Коста-Рики Оскара Ариаса.

## Торговые отношения
В 1995 году Коста-Рика и Мексика подписали соглашение о свободной торговле. В 2014 году товарооборот между странами составил сумму 3,538 млрд. долларов США. Экспорт Мексики в Коста-Рику: телевизоры, транспортные средства и авокадо. Экспорт Коста-Рики в Мексику: программное обеспечение, компьютерные процессоры и пальмовое масло. В 2013 году мексиканские инвестиции в экономику Коста-Рики составили сумму 1,5 млрд. долларов США. В то же время инвестиции Коста-Рики в экономику Мексику составили сумму 173 млн. долларов США. Мексика является третьим по величине торговым партнером Коста-Рики.